# LISMO Video
LISMO Video（リスモビデオ）とは、auブランドを展開するKDDIおよび沖縄セルラー電話が2008年6月から2013年3月まで提供していたPC向けおよび携帯電話向け動画配信サービスである。

## 概要
利用するにはPCに「LISMO PORT」のバージョン2.0をインストールし、「LISMO Videoチェックツール」をダウンロードすることで、自分のPCが著作権保護に対応しているかどうかをチェックする必要があった。

著作権保護に対応している場合は、「LISMO Video Player」（開発元はデジオン）というソフトをダウンロード・インストール後、利用可能となる。ただし利用するPCに関しては最新型でなお且つ高スペックのCPUとビデオカード、大容量のメモリをそれぞれ搭載したPCを利用する事が条件となっている（下記参照）。SonicStage for LISMOのバージョン3.0からは著作権保護に対応していないPCでも利用できるようになった（ただしPCでの再生は不可）。
「SonicStage for LISMO」を起動してLISMO Video Storeにて動画を購入・ダウンロードしてからPCで楽しめるほか法人向け専用音声端末のE05SH／E06SHを除くKCP+対応のau電話機に転送して携帯電話でも動画を楽しむことが可能だった。配信されている動画は洋画（海外映画）、海外ドラマ、アニメ、特撮、お笑い芸人、グラビアアイドルなど。ただし、一度購入したコンテンツはセキュアを含む再生期限が設けられているため、その個々のコンテンツに与えられた再生期限を過ぎると完全に再生することができなくなるので動画を購入・ダウンロード後はすみやかに視聴する必要があった。しかし、スマートフォンやタブレットの普及により同サービスの利用者数が減少しているなどの理由により、KDDIはLISMO Videoのサービスを2013年3月31日を以て同サービスを終了した。

## 対応機種
KCP+対応音声用端末を参照。